# Ley de partidos
La Ley Orgánica 6/2002, de 27 de junio, de Partidos Políticos, désignée sous le nom de Ley de partidos (« Loi des partis »), est une loi organique votée en Espagne en juin 2002 et dont l'objectif affiché est de garantir le fonctionnement démocratique en régulant certaines pratiques des partis politiques. La loi a en particulier entraîné l'interdiction de certaines factions politiques affiliées au nationalisme basque et proche de groupes terroristes, et fut critiquée car sa mise en application pouvait signifier une atteinte aux libertés.

## Présentation et vote
La lois des partis fut approuvée le 27 juin 2002 à partir du « projet de Loi organique des partis politiques » (« proyecto de Ley Orgánica de Partidos Políticos ») remis par le Conseil des ministres d'Espagne aux Cortes Generales le 19 avril 2002, après les rapports favorables du Conseil général du pouvoir judiciaire d'Espagne et du Conseil d'État d'Espagne. Elle remplaçait la Loi des partis du 4 décembre 1978, antérieure à la Constitution espagnole de 1978 et plus ambigüe concernant l'interdiction de partis politiques.
La loi fut approuvée avec les votes favorables du PP, du PSOE, de CiU, de Coalición Canaria et du Partido Andalucista, soit 304 votes au total ; Gaspar Llamazares de Izquierda unida vota également pour, par erreur. Il y eut 16 votes contre, des partis républicains des minorités nationales (PNV ~ Parti nationaliste basque, BNG ~ le Bloc national galicien, ERC ~ la gauche républicaine de Catalogne, ICV ~ Iniciativa per Catalunya Verds, EA ~ Eusko Alkartasuna, parti social-démocrate basque, et CHA ~ Chunta Aragonesista, parti social-démocrate d'Aragon) et aucune abstention.
Le texte de la loi indique qu'elle vise à garantir le fonctionnement du système démocratique « en interdisant qu'un parti politique puisse, de façon grave et réitérée, porter atteinte au régime démocratique de libertés, justifier le racisme et la xénophobie ou appuyer politiquement la violence et les activités des groupes terroristes. »

## Interprétations et critiques de la loi
Dans l'opinion d'importants secteurs de la société espagnole, la loi était nécessaire pour en finir avec la manipulation des institutions démocratiques par des terroristes pour se financer et pratiquer des extorsions.
Pour d'autres secteurs comme ceux du nationalisme basque ou Izquierda Unida, l'existence de cette loi équivalait à priver de droits fondamentaux une partie de la population et revenait à prolonger des mesures propres d'un État d'exception.
Les critiques reçues par le texte concernent généralement son article 8c et d'autres articles attenants, mettant au ban les partis ne condamnant pas explicitement le terrorisme.
Amnesty International a exprimé sa préoccupation face à la loi des partis car l'imprécision de certains de ses articles pourrait mener à l'interdiction de partis politiques défendant des changements constitutionnels ou législatifs de façon pacifique. La même organisation fit une nouvelle requête en ce sens auprès du gouvernement espagnol, après l'annonce de pourparlers entre ETA et celui-ci.
Un rapport remis aux Conseil des droits de l'homme des Nations unies le 16 décembre 2008 considère également certains passages de la loi inquiétants, car ils pourraient être interprétés dans le sens de l'interdiction de certains partis politiques pacifiques sous prétexte qu'ils aient des objectifs similaires à ceux de groupes terroristes. Il demande que ces passages ambigus soient mis en conformité avec les principes internationaux relatifs à la liberté d'expression. Il demande également la mise en place de contrôles extra-judiciaires visant à garantir la plus grande rigueur dans la mise en application de décisions visant à exclure de la participation aux élections certains candidats considérés proches de partis politiques interdits en raison de leurs liens avec une organisation terroriste. De tels contrôles sont en particulier importants s'agissant de groupements politiques créés dans le seul but de se présenter à une ou plusieurs élections et dont il est difficile de prouver les agissements antérieurs.

## Conséquences
En application de la loi des partis, le Tribunal suprême prononce le 28 mars 2003 l'interdiction de Herri Batasuna ainsi que Euskal Herritarrok et Batasuna en alléguant leur soutien au groupe terroriste ETA et leur non-refus de la violence comme forme d'agir politique. Pour leur présumé lien avec Batasuna furent plus tard interdits Eusko Abertzale Ekintza (Action nationaliste basque) et le Parti communiste des terres basques ; pour la même raison furent annulées les candidatures de Herritarren Zerrenda, Autodeterminaziorako Bilgunea, Abertzale Sozialisten Batasuna, Aukera Guztiak, Demokrazia Hiru Milloi et Askatasuna, et on ordonna la dissolution des groupes parlementaires Sozialista Abertzaleak et Nafarroako Sozialista Abertzaleak.
Cette loi fut également mise en œuvre dans l'interdiction du Parti communiste espagnol (reconstitué) car on considéra qu'il ne formait qu'une seule et même structure terroriste avec les Groupes de résistance antifasciste du premier octobre.
De la même manière, le collectif d'extrême droite Manos Limpias, présidé par Miguel Bernad, a ouvert une requête demandant l'interdiction du parti Izquierda Castellana, l'accusant d'être lié à Batasuna. Après examen la requête fut classée sans suite par l'Audience nationale.

### Iniciativa Internacionalista
Le 7 mai 2009 on rendit public que le gouvernement, à travers le Bureau de l'Avocat général de l'État et le ministère des Finances, allait tenter d'annuler la candidature aux Élections européennes de 2009 en Espagne de Iniciativa Internacionalista-La Solidaridad entre los Pueblos, étant donné les informations communiquées par les services d'ordre et de sécurité,. La décision fut justifiée en invoquant que 10 des représentants légaux de la candidature et 23 candidats maintenaient diverses relations avec la gauche abertzale, que deux d'entre eux furent des défenseurs de Demokrazia 3 Milioi (interdite après avoir prétendu participer aux élections au Parlement basque de 2009), ainsi que des rapports attestant de réunions et de rassemblements dans l'environnement de Batasuna pour la mise en place de la candidature.
Le 18 mai 2009 la formation présenta un recours contre l'annulation devant le Tribunal constitutionnel en déclarant qu'elle rejetait formellement l'usage de la violence pour atteindre des objectifs politiques, et citant des condamnations d'attentats de l'ETA par des candidats ayant été déboutés. Le 21 mai le tribunal accepta la requête et la formation fut habilitée à se présenter aux élections européennes du 7 juin. La sentence, sans faire mention du rejet de la violence figurant dans la requête, argumentait que la participation à une liste interdite n'impliquait en aucun cas la dissolution d'un parti ni la privation de droits civiques de ses dirigeants, affiliés ou sympathisants.